# Kwara
Kwara is een Nigeriaanse staat. De hoofdstad is Ilorin, de staat heeft 2.702.949 inwoners (2007) en een oppervlakte van 36.825 km².

## Lokale bestuurseenheden
Er zijn 16 lokale bestuurseenheden (Local Government Areas of LGA's). Elk LGA wordt bestuurd door een gekozen raad met aan het hoofd een democratisch gekozen voorzitter.
De lokale bestuurseenheden zijn:
| - Asa - Baruten - Edu - Ekiti - Ifelodun - Ilorin-East - Ilorin-South - Ilorin-West |  | - Irepodun - Isin - Kaiama - Moro - Offa - Oke-Ero - Oyun - Patigi |

Abia · Adamawa · Akwa Ibom · Anambra · Bauchi · Bayelsa · Benue · Borno · Cross River · Delta · Ebonyi · Edo · Ekiti · Enugu · Gombe · Imo · Jigawa · Kaduna · Kano · Katsina · Kebbi · Kogi · Kwara · Lagos · Nassarawa · Niger · Ogun · Ondo · Osun · Oyo · Plateau · Rivers · Sokoto · Taraba · Yobe · Zamfara
Federaal district: Federal Capital Territory